# Sandy Cabrera Arteaga
Sandy Cabrera Arteaga, née le 20 septembre 2000 au Honduras, est une militante hondurienne pour les droits des femmes, particulièrement en matière de sexualité et de contraception. Elle mène des actions éducatives et pédagogiques avec deux associations. Elle milite particulièrement pour la pilule du lendemain, interdite par le gouvernement du Honduras, et réussit à obtenir son autorisation. Elle est la première femme hondurienne à être incluse dans la liste des 100 femmes de la BBC.

## Biographie
Sandy Cabrera Arteaga est la fille unique d'une mère sourde. Elle poursuit des études supérieures de philosophie à l'Université nationale autonome du Honduras. Elle travaille professionnellement comme chargée de communication sociale et elle réside à Tegucigalpa, la capitale du Honduras. 
Sandy Cabrera Artega écrit et milite pour défendre les droits des femmes et les droits de l'homme, en mettant surtout l'accent sur les droits liés à la sexualité et à la reproduction,.
Le militantisme de Sandy Cabrera Arteaga est en faveur des droits sexuels et sur la contraception, comme notamment l'utilisation de contraceptifs d'urgence ou « pilule du lendemain ». Elle fait partie de l'association Acción Joven (« Action Jeunesse »). Elle est aussi la porte-parole de la campagne Hablemos lo que es (« Parlons-en »), une plateforme numérique et pédagogique,. 
Sandy Cabrera Arteaga dirige la campagne de Acción Joven, avec les autres militants elle s'attache particulièrement à dissiper les fausses idées, comme celle selon laquelle l'embolisation de l'urètre prostatique provoque le cancer ; leur campagne est menée par des vidéos diffusées sur TikTok, des publications Instagram pédagogiques et une campagne à l'échelle de l'État. Ils réussissent également à obtenir que plus de 700 000 Honduriens signent une pétition demandant au gouvernement du Honduras de revoir leur position,.
La présidente Xiomara Castro signe finalement un décret autorisant la pilule d'urgence. Sandy Cabrera Arteaga déclare à ce propos : « Nous, le mouvement féministe, avons gagné le rétablissement de notre droit à la santé sur la reproduction, c'est une joie de savoir que nous avons enfin été écoutés ».

## Reconnaissance
En 2022, la BBC inclut Sandy Cabrera Arteaga dans la liste des 100 femmes les plus inspirantes au monde. Elle est alors la première femme hondurienne à figurer sur cette liste.